# Дантеј Џоунс
Дантеј Лавал Џоунс (енгл. Dahntay Lavall Jones; Трентон, Њу Џерзи, 27. децембар 1980) бивши је амерички кошаркаш, а садашњи кошаркашки тренер. Играо је на позицијама бека и крила.

## Успеси

### Клупски
- Кливленд кавалирси:
  - НБА (1): 2015/16.

### Репрезентативни
- Светско првенство до 21 године:  2001.